# نارین قلعه (دربند)
نارین قلعه یا نارین کلا قلعه‌ای باستانی است که توسط شاهنشاهی ساسانی در قفقاز ساخته شده و در قسمت کوهستانی دربند روسیه در داغستان واقع شده‌است. این قلعه توسط دیواره‌های دوتایی به دریای خزر متصل می‌شود که برای پوشاندن دروازه‌های خزر به شاهنشاهی ایران طراحی شده‌است.